# Sokotraglansstare
Sokotraglansstare (Onychognathus frater) är en fågel i familjen starar inom ordningen tättingar.

## Utseende och läte
Sokotraglansstaren är en rätt stor (25 cm) och mörk stare med lång, något kilformad stjärt. Fjäderdräkten är enhetligt glansigt svart utom rödbruna handpennor med mörkbrun spets. Ögat är mörkbrunt, liksom näbben, medan benen är svarta. Könen är lika, men ungfågeln är sotbrun med mer färglösa handpennor, kortare stjärt och gråaktig näbb. Det vanligaste lätet är en vittljudande vissling, "pee-hoo". Den varnar vidare med ett hårt "scraich" medan kontaktlätet mellan paret är ett dämpat enstavigt "huid".

## Utbredning och systematik
Fågeln är endemisk för ögruppen Sokotra, utanför nordöstra Somalias kust. Den behandlas som monotypisk, det vill säga att den inte delas in i några underarter.

## Levnadssätt
Arten häckar och tar nattkvist i klippiga områden, men födosöker i mer beskogade, där den också besöker stadsträdgårdar. Födan består av frukt och insekter, men även snäckor vars skal den likt taltrasten krossar på utvalda stenar. Den födosöker också trastlikt i vegetationen snarare än ute på öppen mark eller bland boskap som många starar. Den kan också ta sig in i bebyggelse och ta matrester och avfall. Fågeln hittas i par eller smågrupper.

### Häckning
Sokotraglansstaren har noterats bygga bo och ruva i november, men fynd av ungfåglar tyder på att häckning också sker december–mars. Boet är i stort sett en hög av gräs och kvistar som placeras i en hålighet inne i en kalkstensgrotta. Föräldrar sses generellt bara med en flygg unge.

## Status och hot
Arten har ett litet utbredningsområde men beståndet anses vara stabilt och den tros inte vara utsatt för något substantiellt hot. Utifrån dessa kriterier kategoriserar internationella naturvårdsunionen IUCN arten som livskraftig (LC).